# اوکوراگ
اوکوراگ (به مجاری: Okorág) یک منطقهٔ مسکونی در مجارستان است که در ناحیه شیه واقع شده‌است.